# Țambula, Sîngerei
Țambula este satul de reședință al comunei cu același nume  din raionul Sîngerei, Republica Moldova.